# فیشهوک (ایلینوی)
فیشهوک (به انگلیسی: Fishhook) یک منطقهٔ مسکونی در ایالات متحده آمریکا است که در ایلینوی واقع شده‌است.